# Йоганн фон Бецард
Йоганн (Ян) Баптіст Андреас Цезар Ріттер фон Бецард (нім. Johann Baptist Andreas Caesar Ritter von Bézard, пол. Jan Bezard; 5 травня 1871, Пшиборув — 16 березня 1954, Відень) — австро-угорський офіцер і військовий топограф, оберст австро-угорської армії, полковник-географ польської армії.

## Біографія
Син оберста Йоганна фон Бецарда і його дружини Анни Марії, уродженої Гартенауер. Його батько був майором у 20-му Галицькому піхотному полку «Принц Генріх Прусський» в Новому Сончі. За заслуги в австро-прусській війні 1866 року він отримав орден Залізної Корони 3-го класу і спадкове лицарське звання. Під час Першої світової війни молодший брат Йоганна Клеменс фон Бецард був командиром ряду австро-угорських підводних човнів (SM U-1, SM U-2, SM U-20, SM U-23). Родина Бецард жила в маєтку, подарованому батькові Яна за його бездоганну службу в австро-угорській армії.

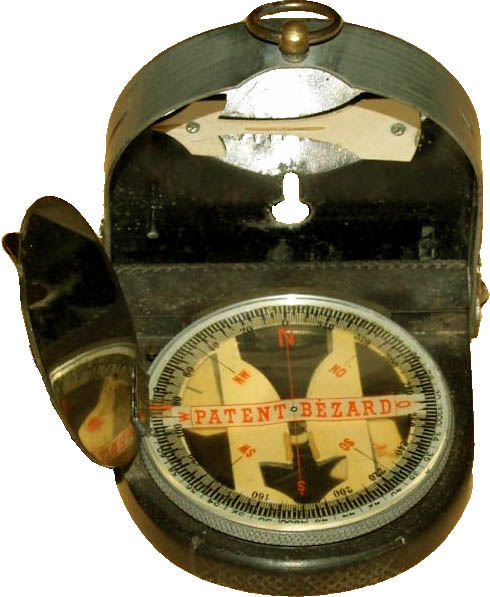
Компас Бецарда зразка 1910 року.

Йоганн походив з родини з усталеними військовими традиціями і з раннього дитинства був готовий до військової кар’єри. Він отримав ґрунтовну освіту в школах у Цнаймі, Бельську, Кошиці та Меріш-Вайсскірхені, що дало йому змогу розпочати військову освіту у Військовій академії у Вінер-Нойштадті (1889–1892) та Вищому військовому училищі у Відні (1895–97). Після короткої служби в 13-му піхотному полку в Тарнові його перевели до Військово-географічного інституту у Відні. Після стажування у фронтових частинах у 1905/11 роках продовжив наукову роботу у Військовій академії та Військовому училищі. Там він читав лекції з топографії та картографії, демонструючи надзвичайні здібності. Йому було доручено підготувати нові карти Тіролю. Під час роботи Бецард зрозумів, що наявні у нього карти багато в чому не відповідають дійсності. Незабаром виявилося, що використовувані компаси недостатньо допомагають у точному картографуванні місцевості. Як досвідчений картограф, він був змушений створити інструмент, який дозволив би йому виконати завдання. До простого компаса він додав градуйовану шкалу, вічко та рухоме дзеркало. Таким чином він отримав можливість визначати азимути і підвищив точність вимірювання.
У 1902 році він представив свій винахід штабу австро-угорської армії. В результаті конкурсу на польовий компас Бецарда був прийнятий на озброєння армії, а його масове виробництво почалося в 1910 році. У 1911–1913 роках було створено та запатентовано декілька моделей у багатьох країнах світу (наприклад, Австрія, Росія, США, Франція, Японія). Система Бецарда була швидко впроваджена в більшості армій.
Початок Першої світової війни застав його на посаді командира батальйону 2-го Тірольського імператорського стрілецького полку. Воював під Комаровим. Відзначився в ніч з 6 на 7 вересня 1914 року під Белзом, де, атакуючи російський табір, захопив вісім гармат і взяв у полон двох генералів і кількасот солдатів. Наступного дня внаслідок поранень його доставили до польового госпіталю. Бецард і весь госпіталь потрапили в російський полон. У полоні він захворів на «іспанку» і перебував у інфекційних лікарнях Бродів, Нікольська, Іркутська та Петербурга. Як інвалід 2 лютого 1918 року обміняний на російських військовополонених і повернувся до Австрії. Після підвищення в оберсти та призначення до 2-го тірольського імператорського стрілецького полку його відправили до 10-ї армії на італійському фронті, де він став командиром «секції Боркола». У зв’язку з важким рецидивом хвороби лікувався в госпіталі, а в березні 1919 року звільнився з військової служби.
Після звільнення повернувся до Пшиборова і вступив в польську армію. Його унікальні знання з топографії використовувалися для підготовки вояків, які йшли на фронт польсько-радянської війни. З 1922 року читав курси польових досліджень у Військовому коледжі, а згодом був співорганізатором Військово-географічного інституту. 1 грудня 1925 року у званні полковника запасу, призваного на дійсну службу, був направлений до Військової академії заступником директора з науки. 13 січня 1926 року Президент Польщі перейменував його в професійного офіцер у званні полковника з вислугою років з 1 липня 1919 року і першимм місцем у корпусі офіцерів-географів. В 1927 році вийшов на пенсію.
В 1931–1944 роках жив у своєму маєтку в Пшиборові. В 1934 році залишився на обліку Краківської міської округової комендатури як полковник-географ у відставці. У Другій світовій війні участі не брав, залишившись у маєтку. Побоюючись наближення Червоної армії та пам’ятаючи про страждання російського полону, він виїхав із родиною до Туреччини. Наприкінці 1940-х років назавжди повернувся до Австрії. Його дружина Маргарита де Вараді не витримала важкої подорожі й померла в Угорщині. В 1946 році маєток Бецарда разом із садибою був відібраний комуністами.
Бецард помер в повній безвісті та злиднях у Віденському притулку. Похований на Центральному цвинтарі Відня.

## Сім'я
Одружився з Маргаритою де Вараді. 19 квітня 1908 року у Вінер-Нойштадті в пари народалась дочка Маргарита, 31 березня 1913 року в Больцано — син Йоганн.

## Нагороди
- Ювілейна пам'ятна медаль 1898
- Ювілейний хрест
- Хрест «За вислугу років» (Австрія) 3-го класу
- Золота медаль «За військові заслуги» (Австро-Угорщина)
- Хрест «За військові заслуги» (Австро-Угорщина) 3-го класу з військовою відзнакою
- Військовий хрест Карла
- Орден Залізної Корони 3-го класу з мечами (1918)
- Пам'ятна медаль учаснику війни 1918-1921 років